# Lista över spårtrafiklinjer i Stockholm
Det här är en lista i första hand över historiska och befintliga linjer för spårväg och tunnelbana i Stockholm med omgivande förorter. 2004 infördes även linjenummer på Stockholms pendeltåg, Roslagsbanan och Saltsjöbanan. 
Listan är inte fullständig.
Från 3 november 1894 förlängdes Djursholmsbanan med ett smalspårigt enkelspår från Östra station via Engelbrektsgatan till Engelbrektsplan. Sträckan trafikerades provisoriskt av hästspårvagnar. Från 1895 gick genomgående elektrifierad trafik från Djursholm till Engelbrektsplan. Sträckan på Engelbrektsgatan räknades som spårväg. Trafiken söder om Östra station lades ned 1 oktober 1960.
Mellan 1911 och 1934 fanns en normalspårig sträcka, Långängsbanan, i Stocksund som räknades som spårväg. 1934 byggdes den om till Roslagsbanans spårvidd 891 mm, och klassades därefter som järnväg. Sträckan lades ned 1966.
Se även: 
- Spårvagnstrafik i Stockholm
- Stockholms tunnelbana
- Järnväg i Stockholm

## Djurgårdslinjen
- 10 juli 1877: Slussplan - Skeppsbron - Norrbro - Gustav Adolfs Torg - Strömgatan - Östra Trädgårdsgatan (Kungsträdgårdsgatan) - Norrmalmstorg - Ladugårdslands Strandgata (Strandvägen) - Grefbron (Grevgatan).
- 12 oktober 1877: Förlängning Grefbron (Grevgatan) - Djurgårdsbron - Djurgårdsvägen - Allmänna gränd.
- 1 december 1882: Avkortning Slussplan - Norrmalmstorg.
- 27 juli 1904: Elektrifiering av hela linjen (Norrmalmstorg - Allmänna gränd).
- 1 oktober 1904: Förlängning Allmänna gränd - Bellmansro.
- 1 januari 1905: Namnbyte till linje 7.

## Hagalinjen
- 20 juni 1886: Odenplan - Norrtullsgatan - Haga södra grindar.
- 8 november 1886: Förlängning Tegnérgatan - Sveavägen - Surbrunnsgatan.
- Okänt datum: Omläggning Sveavägen - Odengatan.
- Okänt datum: Nedläggning av sträckan i Sveavägen. Sträckan norr om Odenplan trafikeras gemensamt med Vasastadslinjen.
- 1 januari 1905: Namnbyte till linje 3.

## Kungsholmslinjen
- 25 augusti 1877: En sydlig Kungsholmslinje öppnas Gustav Adolfs torg - Strömgatan - Tegelbacken - Hantverkargatan - Kungsholmstorg.
- 11 maj 1882: Förlängning (södra linjen) Kungsholmstorg - Hantverkargatan - Pilgatan.
- 15 juli 1889: En nordlig Kungsholmslinje öppnas Drottninggatan - Kungsgatan - Nya Kungsbron - Kungsbroplan - Fleminggatan - Sankt Eriksgatan.
- 1 april 1891: Förlängning (norra linjen) Fleminggatan - Fridhemsgatan - Drottningholmsvägen.
- 5 oktober 1897: De båda linjerna på Kungsholmen binds samman via Hantverkargatan.
- 1904-1905: Linjen elektrifieras i etapper.
- 1 januari 1905: Namnbyte till linje 2.
- 10 februari 1905: Den sista hästspårvägen läggs ned.

## Ladugårdslandslinjen
- Se Östermalmslinjen.

## Ringlinjen
- 10 juli 1877: Roslagstorg (Eriksbergsplan) - Stora Träskgatan (Birger Jarlsgatan) - Humlegårdsgatan - Biblioteksgatan - Norrmalmstorg - Östra Trädgårdsgatan (Kungsträdgårdsgatan) - Strömgatan - Norrbro - Skeppsbron - Slussplan.
- 22 juni 1878: Förlängning Drottninggatan - Adolf Fredriks kyrkogata - Stora Badstugatan (Sveavägen) - Trebackarlånggatan (Tegnérgatan) - Roslagstorg.
- 1 december 1879: Förlängning Tegelbacken - Klara Strandgata (Vasagatan) - Norra Bantorget - Barnhusgatan - Drottninggatan.
- 14 juni 1880: Förlängning Slussplan - Lilla Nygatan - Vasabron (öppnad 1878) - Tegelbacken. Trafikeras som ringlinje Slussplan - Lilla Nygatan - Vasabron - Tegelbacken - Klara Strandgata (Vasagatan) - Norra Bantorget - Barnhusgatan - Adolf Fredriks kyrkogata - Stora Badstugatan (Sveavägen) - Trebackarlånggatan (Tegnérgatan) - Roslagstorg (Eriksbergsplan) - Stora Träskgatan (Birger Jarlsgatan) - Humlegårdsgatan - Biblioteksgatan - Norrmalmstorg - Östra Trädgårdsgatan (Kungsträdgårdsgatan) - Strömgatan - Norrbro - Skeppsbron - Slussplan.
- 21 juni 1892: Omläggning från Humlegårdsgatan - Biblioteksgatan till Birger Jarlsgatan.
- 1903: Lilla Nygatan enkelriktas söderut. Nordgående trafik leds via Munkbrogatan.
- 6 augusti 1904: Elektrifiering av hela linjen.
- 1 januari 1905: Ringlinjen blir linje 1.

## Vasastadslinjen
- 28 november 1894: Norra Bantorget - Torsgatan - Odengatan - Odenplan.
- 1 januari 1898: Förlängning Odenplan - Norrtullsgatan.
- 11 februari 1902: Omläggning via Västmannagatan - Wallingatan - Dalagatan.
- 13 februari 1904: Elektrifiering av hela linjen.
- 1 januari 1905: Namnbyte till linje 3.

## Östermalmslinjen (Ladugårdslinjen före 1885)
- 1 december 1881: Humlegårdsgatan - Sturegatan - Norra Humlegårdsgatan (Karlavägen) - Nybrogatan.
- Okänt datum: Förlängning Nybrogatan - Artillerigatan.
- 21 juli 1891: Förlängning Artillerigatan - Karlaplan.
- 1 januari 1898: Förlängning Karlaplan - Narvavägen - Djurgårdsbron. Trafikeras Stureplan - Sturegatan - Karlavägen - Karlaplan - Narvavägen - Strandvägen - Norrmalmstorg.
- 17 oktober 1904: Elektrifiering av hela linjen.
- 1 januari 1905: Namnbyte till linje 2.

## I (Södermalm)
- 11 augusti 1887: Ångspårväg Slussen - Hornsgatan - Hornskroken
- 21 juni 1888: Förlängning Hornskroken - Brännkyrkagatan - Hornstull.
- 15 november 1901: Elektrifiering och omläggning i den nybyggda Hornsgatan väster om Hornskroken.
- 1 januari 1919: Namnbyte till linje 10.

## II (Södermalm)
- 11 augusti 1887: Hästspårväg Adolf Fredriks Torg (Mariatorget) - Sankt Paulsgatan - Björngårdsgatan - Högbergsgatan - Götgatan - Södra Bantorget (Medborgarplatsen) - Folkungagatan - Tjärhovs Tvärgata (Erstagatan).
- 25 oktober 1889: Omläggning från Björngårdsgatan till Ragvaldsgatan - Sankt Paulsgatan - Götgatan.
- 1901: Hela linjen elektrifieras. Förlängning Erstagatan - Folkungagatan - Tegelvikstorget.
- 1 februari 1908: Förlängning Tegelvikstorget - Danvikstull.
- 1 januari 1919: Namnbyte till linje 9.

## III (Södermalm)
- 1 juni 1905: Södra Bantorget (Medborgarplatsen) - Götgatan - Skanstull. Trafikeras Slussen - Ragvaldsgatan - Södra Bantorget - Skanstull.
- 1 april 1909: Förlängning Skanstull - Skansbron - Hammarbybacken - Slakthuset - Enskede.
- 1 januari 1917: Förlängning Kyrkogårdsvägen - De gamlas väg (Enskede).
- 1 januari 1919: Namnbyte till linje 8.

## IV (Södermalm)
- 1 februari 1914: Slussen - Katarinavägen - Renstiernas gata - Folkungagatan.
- 1 januari 1915: Förlängning Folkungagatan - Renstiernas gata - Nytorget.
- 1 maj 1915: Förlängning Nytorget - Skånegatan - Götgatan.
- 1 maj 1916: Förlängning Götgatan - Skånegatan - Ringvägen (Årstalund).
- 1 mars 1917: Förlängning Ringvägen - Rosenlundsgatan - Hornsgatan.
- 1 januari 1919: Namnbyte till linje 6.

## 1
- 1 januari 1905: Nytt namn på Ringlinjen. Slussen - Munkbrogatan/Lilla Nygatan - Vasabron - Tegelbacken - Vasagatan - Barnhusgatan - Drottninggatan - Adolf Fredriks kyrkogata - Luntmakargatan/Sveavägen - Tegnérgatan - Roslagstorg - Birger Jarlsgatan - Norrmalmstorg - Kungsträdgårdsgatan - Strömgatan - Norrbro - Skeppsbron - Slussen.
- Okänt datum: Omläggning från Tegnérgatan till Sveavägen - Odengatan - Birger Jarlsgatan.
- 1 december 1915: Lilla Nygatan dubbelriktas åter.
- 1 juni 1916: Sveavägen dubbelriktas. Trafiken på Luntmakargatan läggs ned.
- Okänt datum: Omläggning från Tegnérgatan till Sveavägen - Odengatan - Birger Jarlsgatan.
- 1932: Ringlinje upphör. Trafikeras Kornhamnstorg - Vasabron - Tegelbacken - Vasagatan - Barnhusgatan - Drottninggatan - Adolf Fredriks kyrkogata - Sveavägen - Tegnérgatan - Roslagstorg - Birger Jarlsgatan - Norrmalmstorg.
- 1935: Förlängning Årstalunden - Skånegatan - Renstiernas gata - Katarinavägen - Slussen - Kornhamnstorg.
- 1946: Omläggning från Adolf Fredriks kyrkogata - Sveavägen till Dalagatan - Odengatan.
- 1955: Omläggning Tegelbacken - Hantverkargatan - Fridhemsplan - Sankt Eriksgatan - Odengatan - Odenplan.
- 16 mars 1964: Nedlagd. Ersätts av busslinje 61.
- Numret 1 har sedan den 10 oktober 1999 använts på stombusslinjen Stora Essingen – Frihamnen.

## 2
- 1 januari 1905: Nytt namn på Kungsholmslinjen och Östermalmslinjen. Ringlinje Mariebergsgatan - Fleminggatan - Kungsgatan - Olofsgatan - Adolf Fredriks kyrkogata - Sveavägen - Tegnérgatan - Birger Jarlsgatan - Sturegatan - Karlavägen - Karlaplan - Narvavägen - Strandvägen - Norrmalmstorg - Kungsträdgårdsgatan - Strömgatan - Tegelbacken - Hantverkargatan - Fridhemsplan - Mariebergsgatan.
- 1 september 1908: Ringlinjen bryts vid Mariebergsgatan. Trafikeras Mariebergsgatan - Karlaplan - Djurgårdsbron - Tegelbacken - Fridhemsgatan.
- 24 november 1911: Omläggning mellan Hötorget och Stureplan via den nyöppnade Kungsgatan. Spåren i Olofsgatan rivs upp.
- 14 mars 1912: Förlängning Hantverkargatan - Drottningholmsvägen - Tranebergssund östra.
- 28 maj 1914: Förlängning Tranebergssund östra - Alvik (via Tranebergsbron).
- 29 augusti 1914: Förlängning i två grenar bortom Alvik ("Brommabanan"): Alvik - Alléparken, se vidare linje 12.
- 28 september 1914: Förlängning i två grenar bortom Alvik ("Brommabanan"): Alvik - Ulvsunda, se vidare linje 13.
- 1919: Avkortning Essingevägen (vid nuvarande Fredhällsmotet) - Alvik - Alléparken/Ulvsunda.
- 7 juni 1935: Förlängning Essingevägen - Viktor Rydbergs gata - Rålambsvägen - Fredhäll.
- 1941: Avkortning Mariebergsgatan - Karlaplan. (Ersätts av trådbuss på Fleminggatan och Kungsgatan).
- 11 juli 1952: Omläggning via Lilla Västerbron - Västerbroplan - Rålambsvägen (i samband med öppnandet av tunnelbanan).
- 26 april 1963: Nedlagd. Ersätts av busslinje 62.
- Numret 2 har sedan den 21 juni 2004 använts på stombusslinjen Norrtull – Sofia.

## 3
- 6 augusti 1904: Ny elektrisk spårväg Roslagstull - Roslagsgatan - Roslagstorg (Eriksbergsplan).
- 1 januari 1905: Linjen till Roslagstull slås samman med Vasastadslinjen och Hagalinjen. Trafikeras delvis gemensamt med linje 1. Trafikeras Roslagstull - Roslagsgatan - Birger Jarlsgatan - Norrmalmstorg - Kungsträdgårdsgatan - Strömgatan - Norrbro - Skeppsbron - Slussen - Lilla Nygatan - Vasabron - Tegelbacken - Vasagatan - Dalagatan - Odengatan - Norrtullsgatan - Haga södra grindar.
- 1 november 1906: Omläggning från Dalagatan till Upplandsgatan.
- 11 april 1908: Förlängning Haga södra grindar - Hagalund.
- 13 september 1909: Förlängning Hagalund - Råsunda.
- 11 maj 1910: Förlängning Råsunda - Sundbybergsgränsen (Tulegatan).
- 1 april 1922: Avkortning Haga södra grindar - Sundbybergsgränsen. Se vidare linje 15. Sträckan Roslagstull - Slussen ersätts av Hornstull - Hornsgatan - Slussen (gemensam med linje 10). Trafikeras Hornstull - Hornsgatan - Slussen - Tegelbacken - Vasagatan - Upplandsgatan - Odenplan - Norrtullsgatan - Haga södra grindar.
- 10 oktober 1928: Ändhållplatsen vid Hornstull flyttas till Pålsundsgatan vid Högalid.
- 5 mars 1930: Ändhållplatsen i Högalid flyttas till Långholmsgatan, vilket innebar en längre vändslinga än förut.
- 15 okt 1935: Ändhållplatsen i Högalid flyttas tillbaka till Pålsundsgatan.
- 25 november 1960: Nedlagd. Ersätts av busslinje 33 norr om Norra Bantorget och 53 söder om Norra Bantorget. Vändslingan vid Högalid övertas av linje 10.
- Numret 3 har sedan den 22 mars 1999 använts på stombusslinjen Karolinska sjukhuset – Södersjukhuset.

## 4
- 24 december 1904: Huvudsakligen nybyggd, elektrifierad linje öppnas Sankt Eriksplan - Odengatan - Odenplan - Valhallavägen - Sturegatan - Stureplan.
- 1 januari 1905: Namnbyte till linje 4.
- 22 december 1905: Omläggning från Sturegatan till Valhallavägen - Sibyllegatan - Nybroplan - Norrmalmstorg.
- 15 december 1906: Förlängning Hantverkargatan - Sankt Eriksgatan - Sankt Eriksplan via den nyöppnade Sankt Eriksbron.
- 1920: Förlängning Norrmalmstorg - Kungsträdgårdsgatan - Strömgatan - Norrbro - Skeppsbron - Slussen - Lilla Nygatan - Vasabron - Tegelbacken - Hantverkargatan. Trafikeras som ringlinje ("Stora Ringlinjen").
- 1 april 1922: Linje 4 utvidgas till Södermalm via de nya Slussbroarna. I stället för en ringlinje trafikeras linje 4 nu i en "dubbel ögla" som korsar sig själv både vid Slussen och i korsningen Götgatan/Skånegatan. Trafikeras Hornstull - Hornsgatan - Rosenlundsgatan - Ringvägen - Skånegatan - Renstiernas gata - Katarinavägen - Slussen - Lilla Nygatan - Vasabron - Tegelbacken - Hantverkargatan - Fridhemsplan - Sankt Eriksgatan - Odengatan - Valhallavägen - Sibyllegatan - Norrmalmstorg - Kungsträdgårdsgatan - Strömgatan - Norrbro - Skeppsbron - Slussen - Hornsgatan - Ragvaldsgatan - Sankt Paulsgatan - Götgatan - Skanstull.
- 1927: Sträckan på Ragvaldsgatan läggs ned. Grenen Slussen - Skanstull försvinner. Grenen Slussen - Hornstull läggs om till Skanstull, samt via Folkungagatan. Trafikeras Skanstull - Götgatan - Folkungagatan - Katarinavägen - Slussen - Lilla Nygatan - Vasabron - Tegelbacken - Hantverkargatan - Fridhemsplan - Sankt Eriksgatan - Odengatan - Valhallavägen - Sibyllegatan - Norrmalmstorg - Kungsträdgårdsgatan - Strömgatan - Norrbro - Skeppsbron.
- 15 oktober 1935: Västerbron öppnas. Linje 4 blir åter ringlinje, utan att korsa sig själv vid Slussen. Trafikeras Slussen - Katarinavägen - Renstiernas gata - Ringvägen - Rosenlundsgatan - Hornsgatan - Hornstull - Långholmsgatan - Västerbron - Fridhemsplan - Sankt Eriksgatan - Odenplan - Valhallavägen - Sibyllegatan - Nybroplan - Norrmalmstorg - Kungsträdgårdsgatan - Strömgatan - Norrbro - Skeppsbron - Slussen.
- 22 november 1946: Omläggning från Norrbro till den nyöppnade Strömbron.
- 1952: Ringlinje upphör: Trafikeras Vitabergsparken (Gotlandsgatan) - Ringvägen - Rosenlundsgatan - Hornsgatan - Hornstull - Långholmsgatan - Västerbron - Fridhemsplan - Sankt Eriksgatan - Odenplan - Valhallavägen - Oxenstiernsgatan.
- 2 september 1967: Nedlagd.
- Numret 4 har sedan den 17 augusti 1998 använts på stombusslinjen Radiohuset – Gullmarsplan.

## 5
- 23 mars 1905: Norra Bantorget - Västmannagatan - Wallingatan - Dalagatan - Karlbergsvägen - Karlberg.
- 17 februari 1906: Linje 6 blir en del av linje 5. Trafikeras Värtan - Sturevägen (Lidingövägen) - Sturegatan - Stureplan - Birger Jarlsgatan - Norrmalmstorg - Kungsträdgårdsgatan - Strömgatan - Tegelbacken - Vasagatan - Norra Bantorget - Västmannagatan - Wallingatan - Dalagatan - Karlbergsvägen - Karlberg.
- 1 november 1907: Förlängning Ropsten - Värtan.
- Okänt datum: Omläggning från Dalagatan till Upplandsgatan.
- 1 oktober 1920: Omläggning från Ropsten - Stureplan (överförs till linje 11) till Haga södra grindar - Norrtullsgatan - Odenplan - Odengatan - Sveavägen - Kungsgatan - Stureplan.
- 1925: Omläggning från Haga södra grindar - Stureplan till Östra station - Uggleviksgatan - Karlavägen - Engelbrektsgatan - Stureplan.
- 15 november 1962: Nedlagd. Ersätts av busslinje 50.
- Numret 5 har sedan den 18 augusti 2025 använts på stombusslinjen Karolinska sjukhuset – Liljeholmen.

## 6
- 22 december 1906: Värtan - Tegeluddsvägen - Sturevägen (Lidingövägen) - Sturegatan.
- Linje 6 blir en del av linje 5.
- 1 januari 1919: Nytt namn på linje IV på Södermalm. Slussen - Katarinavägen - Renstiernas gata - Skånegatan - Ringvägen - Rosenlundsgatan - Hornsgatan.
- 1 april 1922: Slussbroarna öppnas. Östra delen av linje 3 (mellan Roslagstull och Slussen) blir en del av linje 6. Omläggning i söder mot Skanstull. Trafik Roslagstull - Roslagsgatan - Birger Jarlsgatan - Norrmalmstorg - Kungsträdgårdsgatan - Strömgatan - Norrbro - Skeppsbron - Slussen - Katarinavägen - Renstiernas gata - Skånegatan - Götgatan - Skanstull.
- 1935: Omläggning till Folkungagatan - Erstagatan - Sofia.
- 22 november 1946: Omläggning från Norrbro till den nyöppnade Strömbron.
- 2 september 1967: Nedlagd. Ersätts av busslinje 46.
- Numret 6 har sedan den 10 december 2017 använts på stombusslinjen Karolinska institutet – Ropsten.

## 7
- 1 januari 1905: Nytt namn på Djurgårdslinjen. Norrmalmstorg - Strandvägen - Djurgårdsbron - Djurgårdsvägen - Allmänna gränd - Skansen - Bellmansro.
- 1925 - 1947: Ordinarie trafik linje 14, förstärkningstrafik linje 7.
- 1930: Slingan runt Oakhill tas i bruk.
- 1957: Omläggning från Norrmalmstorg - Nybroplan till Stureplan - Nybroplan.
- 2 september 1967: Trafiken upphör (p.g.a. högertrafikomläggningen dagen efter).
- 1991: Museal trafik startar Norrmalmstorg - Strandvägen - Djurgårdsbron - Djurgårdsvägen - Skansen - Waldemarsudde.
- 23 augusti 2010: Reguljär trafik startar. Förlängning Sergels torg - Kungsträdgården - Nybroplan. Museitrafiken blir linje 7N.

## 8
- 1 januari 1919: Nytt namn på linje III på Södermalm. Trafikeras Slussen - Hornsgatan - Ragvaldsgatan - Sankt Paulsgatan - Götgatan - Södra Bantorget - Skanstull - Skansbron - Hammarbybacken - Slakthuset - Enskede - De gamlas väg (Enskede).
- 1 april 1922: Omläggning Slussen - Katarinavägen - Renstiernas gata - Folkungagatan - Södra Bantorget.
- 1 oktober 1950: Nedlagd, ersatt med Tunnelbana
- 2 september 1967: En 1952 återuppstådd linje 8 som trafikerat innerstaden läggs ner.

## 9
- 1 januari 1919: Nytt namn på linje II på Södermalm. Trafikeras Slussen - Hornsgatan - Ragvaldsgatan - Sankt Paulsgatan - Götgatan - Södra Bantorget (Medborgarplatsen) - Folkungagatan - Erstagatan - Folkungagatan - Tegelvikstorget - Danvikstull.
- 1 april 1922: Slussbroarna öppnas. Gemensam trafik med delar av linje 5. Trafikeras Karlberg - Karlbergsvägen - Dalagatan - Wallingatan - Norra Bantorget - Vasagatan - Tegelbacken - Vasabron - Stora/Lilla Nygatan - Slussen - Hornsgatan - Ragvaldsgatan - Sankt Paulsgatan - Götgatan - Södra Bantorget (Medborgarplatsen) - Folkungagatan - Erstagatan - Folkungagatan - Tegelvikstorget - Danvikstull.
- 24 november 1957: Nedlagd.

## 10
- 1 januari 1919: Nytt namn på linje I på Södermalm. Trafikeras Slussen - Hornsgatan - Hornstull.
- 1 april 1922: Slussbroarna öppnas. Den östra delen av linje 5 flyttas över till linje 10. Trafikeras Ropsten - Sturevägen (Lidingövägen) - Sturegatan - Birger Jarlsgatan - Norrmalmstorg - Kungsträdgårdsgatan - Strömgatan - Norrbro - Skeppsbron - Slussen - Hornsgatan - Hornstull.
- 22 november 1946. Omläggning från Norrbro till den nyöppnade Strömbron.
- 1960: Linjens södra ändhållplats flyttas från Hornstull till Högalid. Sträckningen från Hornsgatan till Högalid övertas från linje 3 som då läggs ner.
- 27 maj 1967: Nedlagd.
- Numret 10 har sedan 1975 använts på tunnelbanelinjen Kungsträdgården – Hjulsta.

## 11
- 1920: Ersätter linje 5 Ropsten - Stureplan. Trafikeras Ropsten - Lidingövägen - Sturegatan - Stureplan - Kungsgatan - Fleminggatan - Mariebergsgatan.
- 1925: Omläggning från Ropsten - Stureplan till Djurgårdsbron - Strandvägen - Nybroplan - Birger Jarlsgatan - Stureplan.
- 1925: Omläggning från Djurgårdsbron - Stureplan till Karlaplan - Grevgatan - Linnégatan - Sturegatan - Stureplan.
- 20 januari 1941: Nedlagd. Ersätts av trådbusslinje 41.
- 1944: Ny linje Tegelbacken - Hantverkargatan - Fridhemsplan - Drottningholmsvägen - Tranebergsbron - Alvik - Åkeshov.
- 1947: Förlängning Åkeshov - Islandstorget.
- 1952: Sträckan väster om Fridhemsplan konverteras till tunnelbana.
- 1952-1975: Tunnelbanelinje Vällingby - Bagarmossen. Ersattes med 17 när 11 började användas på tunnelbanelinjen Kungsträdgården - Akalla.
- Numret 11 har sedan 1977 använts på tunnelbanelinjen Kungsträdgården - Akalla.

## 12
- 1914: Spårvägslinje 2B startar Tegelbacken - Hantverkargatan - Drottningholmsvägen - Alvik - Alléparken.
- 1919: Linje 2B till Alléparken byter namn till linje 12.
- 1923: Förlängning Alléparken - Smedslätten.
- 1924: Förlängning Smedslätten - Ålstens Gård.
- 1926: Förlängning Ålstens Gård - Höglandet.
- 1929: Förlängning Höglandet - Nockeby.
- 31 augusti 1934: Omläggning via nya Tranebergsbron.
- 1952: Avkortning Alvik - Tegelbacken.
- 1975: Nummerbyte till linje 120.
- 1989: Nummerbyte tillbaka till linje 12.

## 13
- 1914: Spårvägslinje 2B startar Tegelbacken - Hantverkargatan - Drottningholmsvägen - Alvik - Ulvsunda.
- 1919: Linje 2B till Ulvsunda byter namn till linje 13.
- 31 augusti 1934: Omläggning via nya Tranebergsbron.
- 1950: Nedläggning. Busstrafik tar över trafiken i Ulvsundavägen.
- Numret 13 har använts på spårvägslinjen Fridhemsplan - Mälarhöjden 1954-1964
- Numret 13 har sedan 1964 använts på tunnelbanelinjen Norsborg - T-Centralen - Ropsten.

## 14
- 1954: Spårvägslinje 14 startar Fridhemsplan - Telefonplan - Hägerstensåsen - Fruängen
- 1964: Nedläggning. Tunnelbanan startar Fruängen - T-Centralen - Mörby centrum.

## 15
- 1 april 1922: Nytt namn på delar av linje 3. Trafikeras Norra Bantorget - Dalagatan - Odengatan - Norrtullsgatan - Haga södra grindar - Hagalund - Råsunda - Sundbybergsgränsen (Tulegatan).
- 1 november 1926: Förlängning Sundbybergsgränsen - Tulegatan - Esplanaden - Sundbyberg.
- 1959: Nedlagd.
- Från 1980-talet: Sätra - Mörby Centrum på tunnelbana 2 (röd)

## 16
- 4 augusti 1911: Södra Förstadsbanans Linje I startar trafik Liljeholmsbron (södra landfästet) - Lövholmsvägen - Grönbrink - Aspudden - Hägerstens Allé.
- 1 maj 1913: Förlängning Hägerstens Allé - Slättgårdsvägen (Mälarhöjden).
- 1 december 1915: Nya Liljeholmsbron öppnas. Södra Förstadsbanans linjer förlängs till Hornstull.
- 1 oktober 1920: Linje I till Mälarhöjden blir linje 24. Linje III till Midsommarkransen blir linje 23.
- 1 april 1922: Linjen förlängs Slussen - Hornsgatan - Hornstull. Linje 23 (före detta linje I) blir linje 16.
- 1932: Omläggning sydost om Liljeholmsberget (egen banvall).
- 5 april 1964: Nedläggning, i samband med tunnelbanans öppnande.

## 17
- 4 augusti 1911: Södra Förstadsbanan Linje II startar trafik Liljeholmsbron (södra landfästet) - Lövholmsvägen - Grönbrink - Hägerstensvägen - Kilaberg - Tellusborg.
- 26 augusti 1911: Södra Förstadsbanan Linje III startar trafik Liljeholmsbron(södra landfästet) - Lövholmsvägen - Grönbrink - Södertäljevägen - Midsommarkransen - Svandammsvägen.
- 1 december 1915: Nya Liljeholmsbron öppnas. Södra Förstadsbanans linjer förlängs till Hornstull.
- 1 oktober 1920: Linje II till Tellusborg blir linje 24. Linje III till Midsommarkransen blir linje 25.
- 1 april 1922: Båda linjerna förlängs Slussen - Hornsgatan - Hornstull. Linje 24 (före detta linje II) blir linje 17T (Tellusborg). Linje 25 (före detta linje III) blir linje 17M (Midsommarkransen).
- 6 november 1923: Linje 17T läggs ned. Linje 17 M förlängs Svandammsvägen - Tellusborg - Svandammsplan.
- 1932: Omläggning sydost om Liljeholmsberget (egen banvall).
- 1938: Förlängning Svandammsplan - Telefonplan.
- 19 november 1941: Linje 17T öppnas igen. Linje 17T trafikerar Slussen - Hornsgatan - Hornstull - Liljeholmsbron - Södertäljevägen - Årstadal - Hägerstensvägen - Bäckvägen - Tellusborgsvägen - Telefonvägen - Telefonplan.  Linje 17M trafikerar Slussen - Hornsgatan - Hornstull - Liljeholmsbron - Södertäljevägen - Svandammsvägen - Oktobergatan - Telefonvägen - Telefonplan.
- 1945: Förlängning Telefonplan - Korpmossevägen.
- 22 september 1946: Förlängning Korpmossevägen - Personnevägen (Hägerstensåsen).
- 21 januari 1950: Linje 17M läggs ned. Ersätts av busslinje 67.
- 30 december 1952: Förlängning Personnevägen - Västertorp.
- 15 maj 1956: Förlängning Västertorp - Fruängen.
- 5 april 1964: Nedläggning. Telefonplan - Fruängen börjar trafikeras som tunnelbana.
- Numret 17 har sedan 1975 använts på tunnelbanelinjen (Hässelby strand - Vällingby -) Åkeshov - T-Centralen - Skarpnäck.

## 18
- 1923: Slussen - Hornsgatan - Hornstull - Liljeholmsbron - Lövholmsvägen - Gröndalsvägen - Gröndal.
- 1930: Förlängning Gröndal - Ekensberg.
- 1949: Ersätts av trådbusslinje 98.
- Numret 18 har sedan 1950 använts på tunnelbanelinjen (Hässelby strand - Vällingby - Åkeshov -) Alvik - T-Centralen - Farsta strand.

## 19
- 14 april 1924: Bensinspårvagn startar trafik Karlaplan - Värtavägen - Lindarängsvägen - Frihamnen.
- 1 mars 1929: Linjen ersätts av buss.
- 1930: Ny linje till Örby.
- Numret 19 har sedan 1951 använts på tunnelbanelinjen Hässelby strand - T-Centralen - Hagsätra.

## 20
- 26 oktober 1907: Norra Lidingöbanan öppnas Islinge (Sommarbo) - Hersbyholm.
- 11 november 1909: Förlängning Hersbyholm - Kyrkviken.
- 2 augusti 1909: Vart fjärde tåg på linje 5 i Stockholm överförs på färja Ropsten - Islinge.
- 3 augusti 1914: Färjetrafiken upphör.
- 1 mars 1925: Lidingöbron öppnas. Linje 20 trafikerar Humlegården - Sturegatan - Lidingövägen - Ropsten - Brogrenen - Islinge - Kyrkviken.
- 1 september 1967: Avkortning Humlegården - Ropsten.
- 13 juni 1971: Nedläggning.

## 21
- 29 januari 1914: Stockholm - Södra Lidingön öppnas Herserud - Parkvägen.
- 6 juli 1914: Förlängning Parkvägen - Brevik.
- 7 juni 1916: Förlängning Brevik - Gåshaga (övre).
- 1919: Förlängning Gåshaga övre - Gåshaga brygga.
- 1 mars 1925: Lidingöbron öppnas. Linje 21 trafikerar Humlegården - Sturegatan - Lidingövägen - Ropsten - Brogrenen - Torsvik - Herserud - Gåshaga brygga.
- 1 oktober 1946: Avkortning Gåshaga övre - Gåshaga brygga.
- 1 september 1967: Avkortning Humlegården - Ropsten.
- 1975: Linjen byter nummer till 221.
- 22 augusti 1983 - 24 augusti 1986: Upprustning av Gamla Lidingöbron. Ersättningsbussar trafikerar Ropsten - Baggeby.
- 1989: Linjen byter nummer till 21.
- 7 maj 2001: Förlängning Gåshaga övre - Gåshaga brygga.

## 22
- 8 januari 2000: Gullmarsplan - Globen - Årstaberg - Liljeholmen.
- 1 juni 2000: Förlängning Liljeholmen - Gröndal - Stora Essingen - Alvik.
- 14 augusti 2002: Förlängning Sickla udde - Gullmarsplan.
- 28 oktober 2013: Trafikstart Alvik - Solna centrum. Trafikeras separat fram till 2017.
- 18 augusti 2014: Förlängning Solna centrum - Solna station.
- 2 oktober 2017: Förlängning Sickla Udde - Sickla station.
- 13 december 2020: Linjen byter nummer till 30.

## 23
- Numret 23 har mellan 1973 och 2004 använts på tunnelbanelinjen Mörby centrum - T-Centralen - Norsborg.

## 24
- Numret 24 har mellan 1973 och 2004 använts på tunnelbanelinjen Mörby centrum - T-Centralen - Fruängen.

## 25
- 1969: SL tar över Saltsjöbanan. Slussen - Sickla - Igelboda - Saltsjöbaden.
- 2004: Linjenummer införs på Saltsjöbanan.

## 26
- 1969: SL tar över Saltsjöbanan. Igelboda - Solsidan.
- 2004: Linjenummer införs på Saltsjöbanan.

## 27
- 1972: SL tar över Roslagsbanan. Stockholm östra - Mörby - Djursholms-Ösby - Roslags-Näsby - Vallentuna - Kårsta - Rimbo.
- 1981: Kårsta - Rimbo läggs ned.
- 2004: Linjenummer införs på Roslagsbanan.
- Numret 27 har mellan 1967 och 1988 använts för en förstärkningslinje för tunnelbanan mellan Åkeshov och Gullmarsplan.

## 28
- 1972: SL tar över Roslagsbanan. Stockholm östra - Mörby - Djursholms-Ösby - Roslags-Näsby - Täby centrum - Rydbo - Åkersberga - Österskär.
- 2004: Linjenummer införs på Roslagsbanan.
- Numret 28 har mellan 1960 och 1988 använts för en förstärkningslinje för tunnelbanelinje 18 mellan Åkeshov och Hökarängen.

## 29
- 1972: SL tar över Roslagsbanan. Stockholm östra - Mörby - Djursholms-Ösby - Näsbypark.
- 2004: Linjenummer införs på Roslagsbanan.
- Numret 29 har mellan 1960 och 1988 använts för en förstärkningslinje för tunnelbanelinje 19 mellan Vällingby och Högdalen.

## 30
- 13 december 2020: Nytt linjenummer för Tvärbanan, hette tidigare linje 22.

## 31
- 13 december 2020: Alviks strand - Alvik - Bromma flygplats.

## 35
- 1970: Pendeltåg Kungsängen - Sundbyberg - Karlberg - Stockholms central - Älvsjö - Nynäshamn.
- 2001: Förlängning Bålsta - Kungsängen.
- 2004: Linjenummer införs på Pendeltågen.
- 10 december 2017: Numret tas ur bruk i samband med nytt linjenät för pendeltågen

## 36
- 1968: Pendeltåg Märsta - Solna station - Karlberg - Stockholms central - Älvsjö - Södertälje hamn - Södertälje centrum.
- 2004: Linjenummer införs på Pendeltågen.
- 10 december 2017: Numret tas ur bruk i samband med nytt linjenät för pendeltågen

## 37
- 1968: Pendeltåg Södertälje centrum - Södertälje hamn - Järna - Gnesta.
- 2004: Linjenummer införs på pendeltågen.
- 10 december 2017: Numret tas ur bruk i samband med nytt linjenät för pendeltågen

## 38
- 10 december 2012: Pendeltåg Uppsala - Knivsta - Arlanda C - Upplands Väsby - Solna station - Karlberg - Stockholms central - Älvsjö. Under högtrafik går tågen vidare till Tumba. Ersätter Upptågets trafik till Upplands Väsby sedan 2006.
- 10 december 2017: Numret tas ur bruk i samband med nytt linjenät för pendeltågen

## 120
- 1975 - 1989 linjenummer för Nockebybanan (linje 12).

## 221
- 1975 - 1989 linjenummer för Lidingöbanan (linje 21).